# Travis Trice
Ne doit pas être confondu avec Travis Rice, snowboardeur américain.
Pour les articles homonymes, voir Travis et Trice.
Travis Trice Jr., né le 22 janvier 1993 à Springfield, en Ohio, est un joueur américain de basket-ball. Il évolue au poste de meneur.

## Biographie

### Carrière universitaire
En 2011, il entre à l'Université d'État du Michigan en provenance du lycée Wayne d'Huber Heights. Entre 2011 et 2015, il joue pour les Spartans de Michigan State.

### Carrière professionnelle

#### Saison 2015-2016
Le 25 juin 2015, il n'est pas sélectionné lors de la draft 2015 de la NBA. En juillet 2015, il participe aux NBA Summer League 2015 de Las Vegas et d'Orlando avec le Heat de Miami.
Le 22 septembre 2015, il signe avec les Knicks de New York. Toutefois, le 23 octobre, il est libéré par les Knicks après avoir participé à deux matches de pré-saison.
Le 2 novembre 2015, il rejoint les Knicks de Westchester en D-League en tant que joueur affilié à l'équipe NBA de Neww York. En 5 matches avec Westchester en 2015-2016, il a des moyennes de 15,3 points, 3,5 rebonds, 5,7 passes décisives et 1,4 interception par match.

#### Saison 2016-2017
Le 5 août 2016, Trice signe en Australie avec les Cairns Taipans pour la saison NBL 2016-2017. Le 27 novembre 2016, il réalise son meilleur match de la saison avec 31 points dans la victoire 91 à 80 contre les New Zealand Breakers.
Le 12 février 2017, il est reconnu comme étant le MVP de son équipe. En 26 matches avec les Taipans, il a des moyennes de 14,6 points, 3,0 rebonds, 3,5 passes décisives et 1,2 interception par match. Le 28 février 2017, il revient chez les Knicks de Westchester pour la seconde fois. En neuf matches avec les Knicks, il a des moyennes de 21,1 points, 3,6 rebonds et 6,4 passes décisives.

#### Saison 2017-2018
Le 5 juillet 2017, Trice signe en Australie avec les Brisbane Bullets pour la saison NBL 2017-2018. Avant de rejoindre les Bullets, il dispute la NBA Summer League 2017 de Las Vegas avec les Bucks de Milwaukee. En 27 matches avec les Bullets, il a des moyennes de 15,5 points, 3,6 rebonds, 5,1 passes décisives et 1,3 interception par match.
Le 6 mars 2018, Trice signe au Liban avec le Champville SC dans le championnat libanais.

#### Saison 2018-2019
Le 31 juillet 2018, Trice signe un contrat avec les Bucks de Milwaukee pour participer à leur camp d'entraînement. Le 17 septembre 2018, il est libéré par les Bucks.
Le 1er novembre 2018, il est ajouté dans l'effectif de G-League du Herd du Wisconsin.
Le 16 janvier 2019, Trice est transféré chez les Spurs d'Austin en G-League.
Le 2 avril 2019, il part en Turquie où il signe à Tofaş dans le championnat turc.

#### Saison 2019-2020
Le 21 juillet 2019, il signe en France à la SIG Strasbourg qui évolue en Jeep Élite.

#### Saison 2021-2022
En juillet 2021, Trice signe un contrat avec le club australien des Illawarra Hawks mais quitte le club en septembre. En octobre, il rejoint le club polonais du Śląsk Wrocław pour la saison.

#### Saison 2022-2023
Le 4 juin 2022, il signe en Espagne au UCAM Murcie CB qui évolue en Championnat d'Espagne de basket-ball.

## Statistiques

### Universitaires
| Saison    | Équipe         | Matchs | Titul. | Min./m | % Tir | % 3pts | % LF | Rbds/m. | Pass/m. | Int/m. | Ctr/m. | Pts/m. |
| --------- | -------------- | ------ | ------ | ------ | ----- | ------ | ---- | ------- | ------- | ------ | ------ | ------ |
| 2011-2012 | Michigan State | 32     | 0      | 17,2   | 38,1  | 40,5   | 57,6 | 1,78    | 1,75    | 0,78   | 0,09   | 4,53   |
| 2012-2013 | Michigan State | 27     | 0      | 18,6   | 32,0  | 40,3   | 72,0 | 1,56    | 1,85    | 0,93   | 0,04   | 4,78   |
| 2013-2014 | Michigan State | 36     | 8      | 22,2   | 42,0  | 43,4   | 81,8 | 1,61    | 2,33    | 0,89   | 0,17   | 7,31   |
| 2014-2015 | Michigan State | 39     | 33     | 33,6   | 39,7  | 36,9   | 71,5 | 3,15    | 5,05    | 1,03   | 0,15   | 15,33  |
| Total     |                | 134    | 41     | 23,6   | 39,0  | 39,5   | 71,5 | 2,09    | 2,89    | 0,91   | 0,12   | 8,47   |

### Professionnelles
| Saison    | Équipe                           | Matchs | Titul. | Min./m | % Tir | % 3pts | % LF | Rbds/m. | Pass/m. | Int/m. | Ctr/m. | Pts/m. |
| --------- | -------------------------------- | ------ | ------ | ------ | ----- | ------ | ---- | ------- | ------- | ------ | ------ | ------ |
| 2015-2016 | Knicks de Westchester (D-League) | 49     | 48     | 34,1   | 43,7  | 33,5   | 78,1 | 3,45    | 5,67    | 1,35   | 0,10   | 15,27  |
| 2016-2017 | Cairns Taipans (AUS NBL)         | 26     | 24     | 26,7   | 42,1  | 37,4   | 80,0 | 3,00    | 3,46    | 1,23   | 0,15   | 14,62  |
| 2016-2017 | Knicks de Westchester (D-League) | 9      | 9      | 35,5   | 44,8  | 51,6   | 90,2 | 3,56    | 6,44    | 0,89   | 0,00   | 21,11  |
| 2017-2018 | Brisbane Bullets (AUS NBL)       | 27     | 26     | 30,2   | 42,7  | 36,8   | 83,1 | 3,70    | 5,15    | 1,33   | 0,11   | 15,52  |
| 2017-2018 | Champville SC (LEB DivA)         | 5      | 5      | 37,0   | 40,0  | 32,4   | 66,7 | 3,40    | 5,20    | 1,00   | 0,00   | 15,00  |
| 2018-2019 | Herd du Wisconsin (G-League)     | 19     | 18     | 34,3   | 43,1  | 39,1   | 79,5 | 4,42    | 5,00    | 1,47   | 0,05   | 15,42  |
| 2018-2019 | Spurs d'Austin (G-League)        | 17     | 17     | 33,3   | 43,5  | 37,9   | 79,0 | 4,12    | 7,82    | 1,18   | 0,24   | 18,59  |
| 2018-2019 | Tofaş (T-BSL)                    | 10     | 6      | 30,8   | 38,3  | 36,4   | 71,4 | 2,50    | 6,30    | 1,00   | 0,00   | 11,30  |

## Palmarès

### Distinctions personnelles
- Third-team All-Big Ten (2015)
- MVP du championnat polonais 2021-2022[12]

## Vie privée
Trice est le fils de Travis Trice Sr. qui a joué deux ans au basket-ball à Purdue et Butler.